# Symfonie nr. 3 (Garayev)
Gara Garayev componeerde zijn Symfonie nr. 3 in 1964/1965. De componist probeerde in deze symfonie de twaalftoonstechniek te combineren met meer traditionele muziek uit zijn vaderland Azerbeidzjan. Hij was namelijk bang dat de Azerbeidzjaanse cultuur langzaamaan zou verdwijnen. De gedachte was niet vreemd; de Sovjet-Unie probeerde van alle deelrepublieken één geheel te smeden.

## Delen
- Allegro Moderato
- Allegro vivace
- Andante
- Allegro.

De muziek doet denken aan die van zijn leermeester Dmitri Sjostakovitsj, waarbij af en toe technieken uit de minimal music worden gebruikt, zonder dat het werk daarbij ingedeeld kan worden.
Garayev begon nog aan een vierde symfonie, maar voltooide die niet.

## Bron en discografie
- Uitgave Naxos: Russisch Filharmonisch Orkest o.l.v. Dmitri Yablonski (bron)
- Uitgave Melodya: Kamerorkest van het Consevatorium van Leningrad o.l.v. Y. Aliev.
- Uitgave idem: Kamerkorkest van Moskou o.l.v. Rudolf Barshai